# Мале Яниково
Мале Я́никово (рос. Малое Яниково, чув. Пĕчĕк Енкасси) — присілок у складі Урмарського району Чувашії, Росія. Входить до складу Великочакинського сільського поселення.
Населення — 127 осіб (2010; 148 у 2002).
Національний склад:
- чуваші — 98 %